# Nostrzyk wyniosły
Nostrzyk wyniosły (Melilotus altissimus Thuill.) – gatunek rośliny z rodziny bobowatych. Występuje w Europie, ponadto zawleczony do Ameryki Północnej.
W Polsce rośnie głównie w południowej, zachodniej i północnej części kraju.

## Morfologia

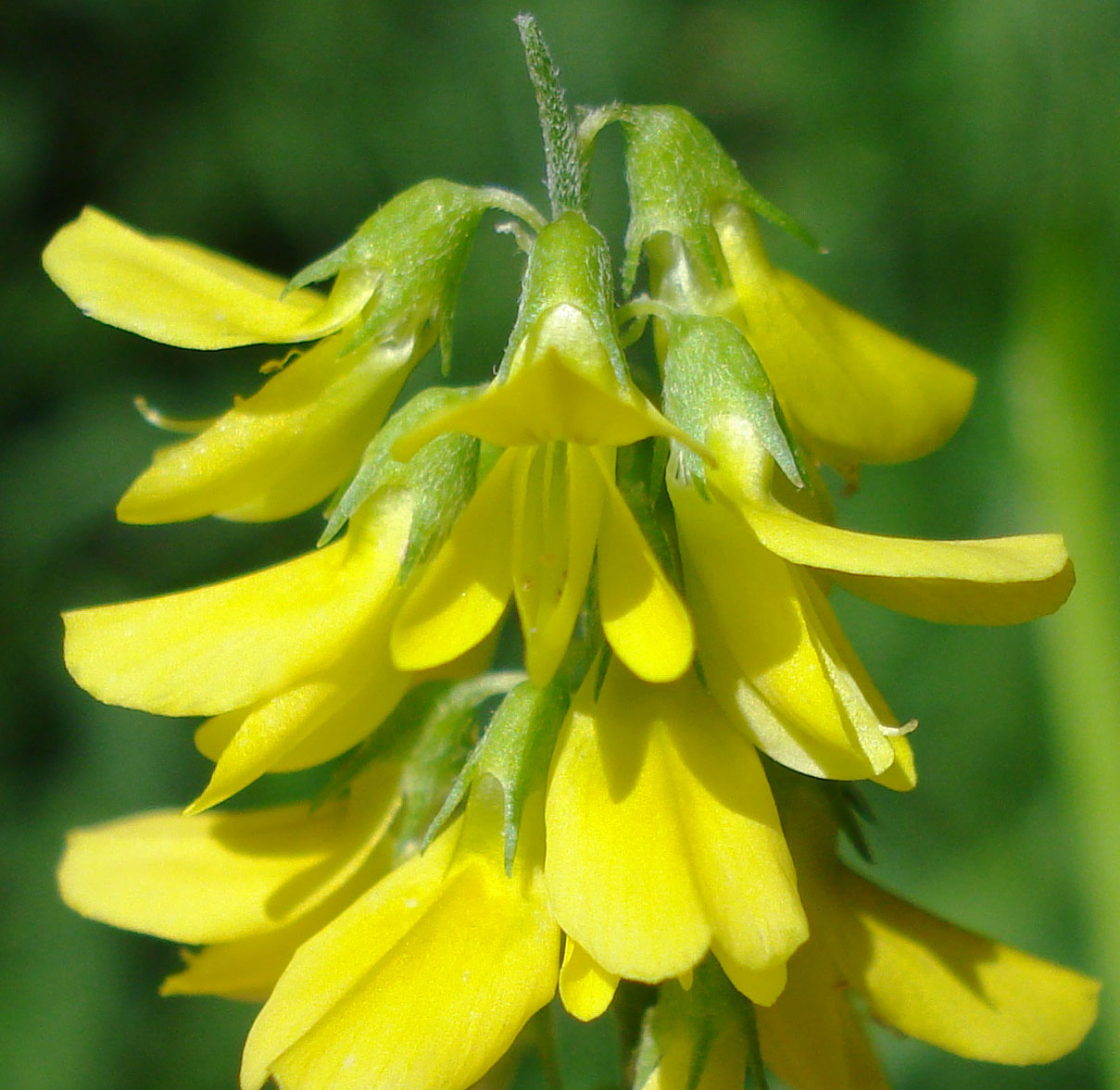
Kwiatostan

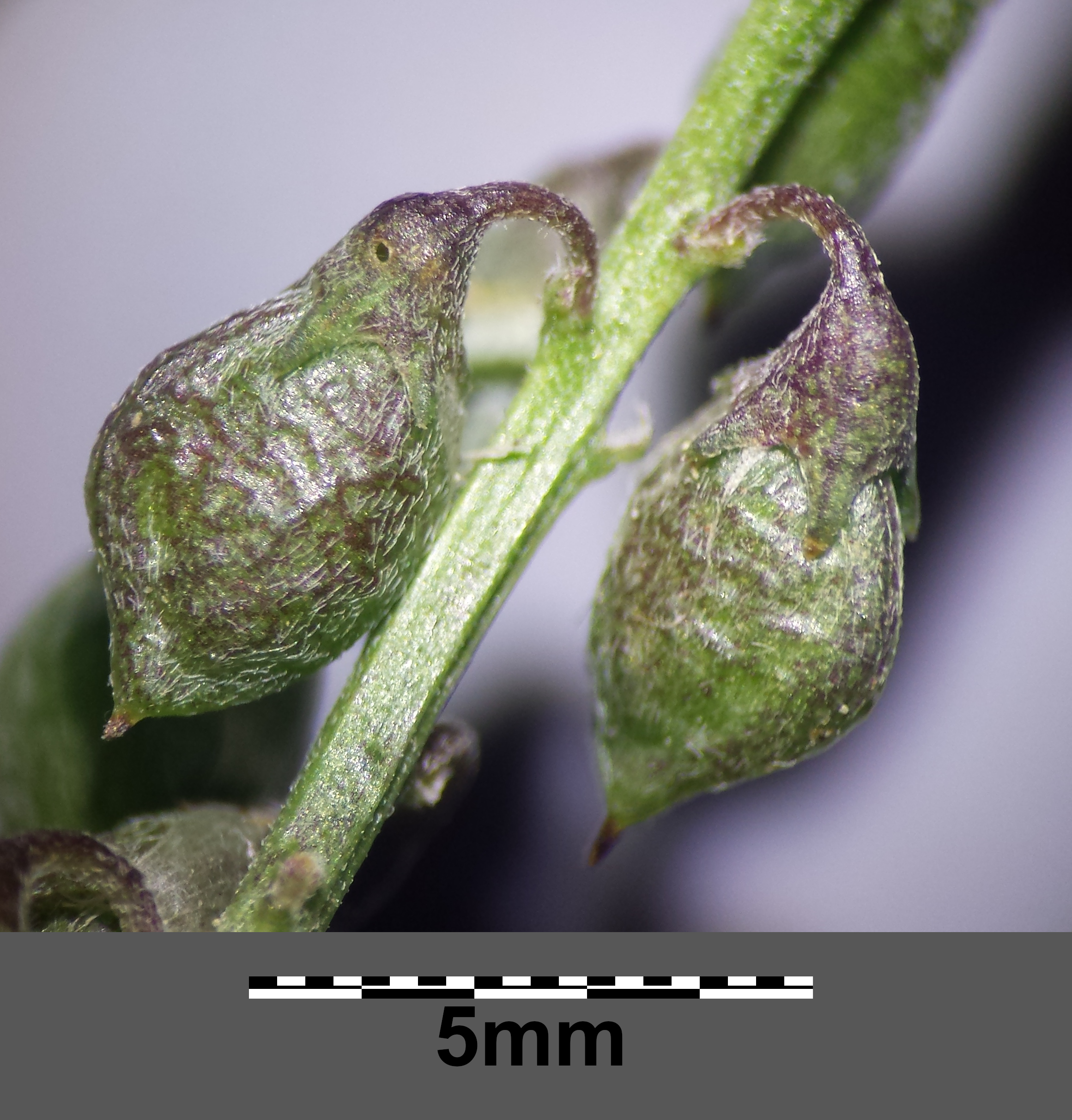
Owoce

ŁodygaNaga, łukowato wzniesiona, o wysokości 50–150 cm.
LiścieListki liści dolnych odwrotnie jajowate. Listki liści górnych podługowate, tępe, odlegle ząbkowane. Przylistki szczeciniaste, całobrzegie.
KwiatyMotylkowe, żółte, o długości 5–9 mm, zebrane w grono o długości 2,5–6 cm. Łódeczka, żagielek i skrzydełka równej długości. Słupek z dwoma zalążkami.
OwocPrzylegająco owłosiony, siatkowato żyłkowany, czarniawy lub szary strąk o długości 3,5–5 mm.

## Biologia i ekologia
Bylina, hemikryptofit. Kwitnie od lipca do września. Rośnie na wilgotnych łąkach, przydrożach, w siedliskach ruderalnych i nad rzekami. Liczba chromosomów 2n =16. Gatunek charakterystyczny nitrofilnych zbiorowisk bylin z klasy Artemisietea vulgaris.

## Zagrożenia i ochrona
Roślina umieszczona na polskiej czerwonej liście w kategorii DD (stopień zagrożenia nie może być określony).